# Swami Hariharananda Aranja
Swami Hariharananda Aranja (ur. 4 grudnia 1869 w Salkii, zm. 19 kwietnia 1947 w Madhapurze) – indyjski filozof, asceta, nowożytny przedstawiciel tradycji sankhji.
Urodził się w Bengalu Zachodnim. W okresie studiów (w Kalkucie), otrzymał inicjację sannjasy od wędrownego sadhu o imieniu Swami Triloki Aranya. Sześć lat spędził na medytacjach w pobliżu miasta Gaja w stanie Bihar. Ostatnie 25 lat życia spędził w Madhapurze, gdzie powstał założony przez niego aśram Kapila Matha. Zwierzchnikiem aśramu po rozpoczęciu odosobnienia przez Swamiego Hariharanadę od 1926 r., został jego najbliższy inicjowany uczeń Swami Dharmamegha Aranja. W roku 1947, po pięciu dniach planowanej całkowitej głodówki (prajopawesa), Swami Hariharanada Aranja zmarł w swojej medytacyjnej grocie.
W dziele Sankhjatattwaloka poddawał analizie między innymi rodzaje świadomości (prakaśa), wyróżniając:
- świadomość absolutną (swaprakaśa)
- świadomość względną, empiryczną (wajszajikaprakaśa).